# Idoli
Idoli, glazbena skupina iz Beograda koja je postojala od ožujka 1980. do ožujka 1984.

## Povijest

### Počeci i prvi uspjesi (1980. – 1981.)
VIS Idoli počeli su s radom 1. ožujka 1980. U prvoj su se postavi našli prijatelji iz osnovne škole: Vladimir Divljan, Zdenko Kolar, Boža Jovanović, Srđan Šaper i Nebojša Krstić. Prvi su nastup imali u lipnju 1980. godine u beogradskom Studentskom kulturnom centru na zajedničkom koncertu s vodećim beogradskim grupama novog vala.
Prvi singl s pjesmama "Pomoć, pomoć" i "Retko te viđam sa devojkama" snimljen iste godine, besplatno se dijelio uz časopis "Vidici". Na drugom singlu u produkciji Gorana Bregovića, našla se nova verzija "Retko te viđam sa devojkama" i parodija socrealizma "Maljčiki" koja postaje veliki hit.
Na Omladinskom festivalu u Subotici u jesen 1980. godine osvojili su nagradu za pjesmu "Zašto su danas devojke ljute". Potom su zajedno s Šarlom akrobata i Električnim orgazmom snimili album Paket aranžman koji će brzo dobiti kultni status. Snimaju zatim mini album VIS Idoli sa šest pjesama – hitovi postaju obrada "Devojko mala" Darka Kraljića i pjesma "Malena". U ljeto 1981. godine bubnjar grupe postaje Kokan Popović.

### Vrhunac karijere (1982. – 1983.)
Sljedeće godine snimaju svoje najambicioznije djelo, album nazvan prema romanu Borislava Pekića Odbrana i poslednji dani.  Kompleksnih i provokativnih stihova, labavo povezanih s Pekićevim romanom, povremeno inspiriran religijom, proglašen je albumom godine 1982. godine u izboru časopisa Džuboks ali je s 50.000 prodanih primjeraka tržišno podbacio. Pjesma "Kenozoik" jedini je hit s albuma.
Jugoton je odbacio prvu verziju omota na kojoj se trebala nalaziti fotografija freske "Bijeli anđeo" te zahtijevao promjenu imena pjesme "Maršal", zbog aluzija na Josipa Broza i brisanje posljednje strofe (Maršal je moj Bog/Maršal je moj Bog/Maršal zna otkuda/Maršal zna odakle sam ja). Ploča je na kraju objavljena s detaljem freske na omotu, naziv pjesme promijenjen je u "Poslednji dani", a maršal nije spomenut.
Sljedeća ploča nazvana Čokolada snimana je u Londonu u produkciji Boba Paintera. "Idoli" se vraćaju čistom pop zvuku i jednostavnim stihovima, album se prodaje u visokoj tiraži od 350.000 primjeraka, a naslovna pjesma postaje njihov najveći hit.

### Napetosti i razlaz (1984.)
U proljeće 1984. "Idoli" nakon niza međusobnih sukoba prestaju s radom. Posljednja ploča Šest dana juna glazba je za istoimeni film. Objavljena 1985. godine, nakon raspada grupe, autorsko je djelo Vlade Divljana. Jugoton je financiranje snimanja ploče uvjetovao imenom "Idoli" na omotu. Nakon razlaza "Idola" Vlada Divljan nastavlja se baviti glazbom kao samostalni autor, dok ostali članovi napuštaju glazbene karijere i okreću se drugim poslovima.

### Dobrovoljno pevačko društvo (1996. – 1997.)
Nebojša Krstić i Srdjan Šaper su udružuju s Kikijem Lesendrićem (Piloti), sa sestrama Kovač (K2) i s Ivanom Djurđevićem, Nenadom Stefanovićem Japancem, Zoltanom Metenyiem i Ištvanom Steve Alapiem, te prave superprojekt Nedelja na Duhove. To je bio jedini album novoformiranog benda Dobrovoljno pevačko društvo. Pjesme s albuma neodoljivo podsjećaju na pjesme Idola iz vremena osamdesetih.

## Članovi
- Boža Jovanović, bubnjevi
- Kokan Popović, bubnjevi
- Nebojša Krstić, vokal, udaraljke
- Srđan Šaper, vokal, udaraljke
- Zdenko Kolar, bas
- Branko Isaković, bas
- Vlada Divljan, gitara
- Goran Vejvoda, gitara, klavijature

## Diskografija

### Singlovi
- Pomoć, pomoć/Retko te viđam sa devojkama ( 1980.)
- Maljčiki/Retko te viđam sa devojkama (1981.)
- Bambina/Stranac u noći (1983.)
- Ona to zna/Ljubavi (1985.)

### Mini album
- VIS Idoli (1981.)

### Albumi
- Paket aranžman (1981.)
- Odbrana i poslednji dani (1982.)
- Čokolada (1983.)
- Šest dana juna (1985.)
- The Ultimate Collection, (Croatia Records, 2009.)

## Vanjske poveznice
- Diskografija Idola  Arhivirana inačica izvorne stranice od 27. rujna 2007. (Wayback Machine)